# Volkswagen Suran
Volkswagen Suran – samochód osobowy typu minivan klasy subkompaktowej produkowany pod niemiecką marką Volkswagen w latach 2006–2019.

## Historia i opis modelu

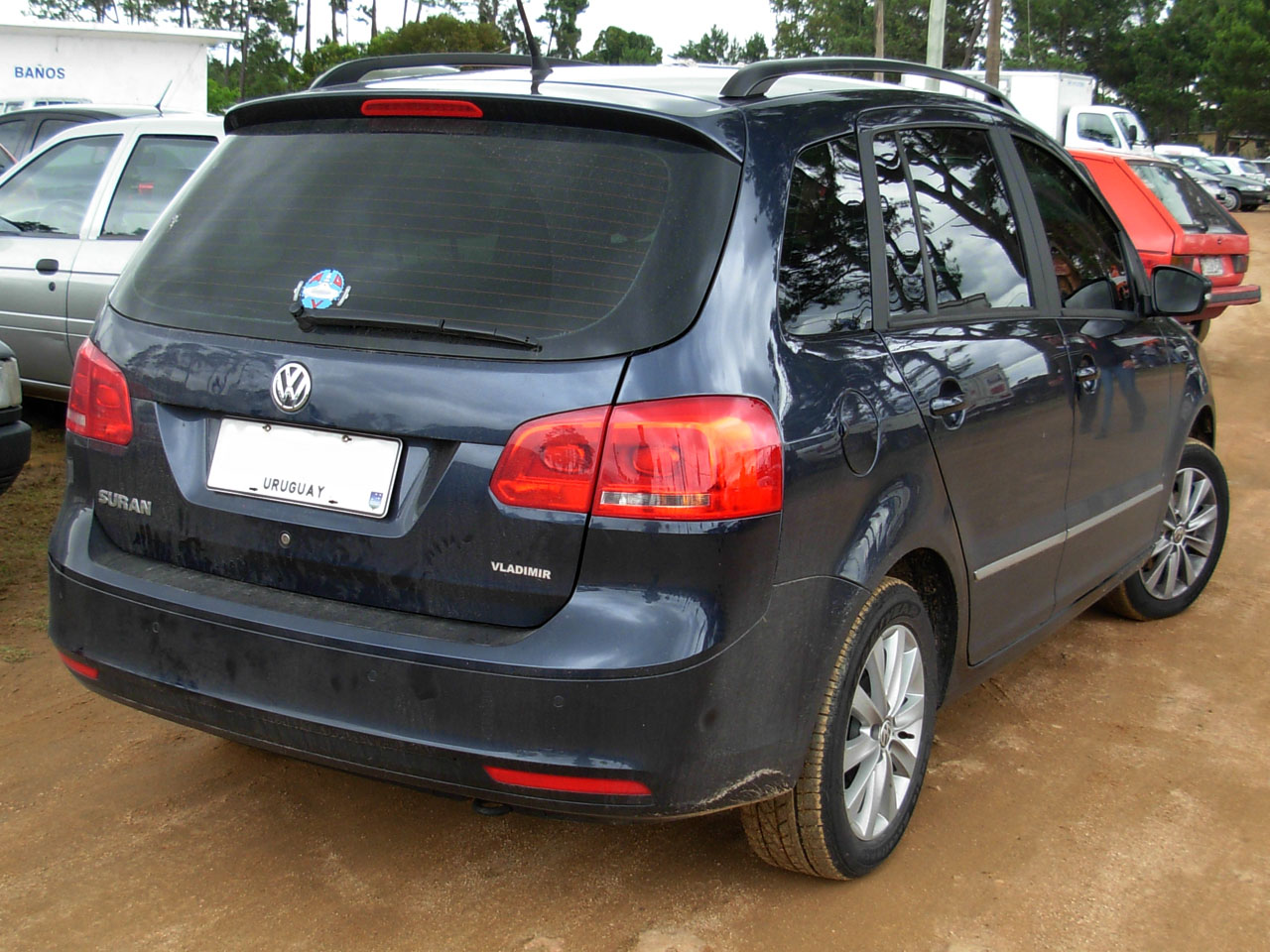
Volkswagen Suran po pierwszym liftingu - tył

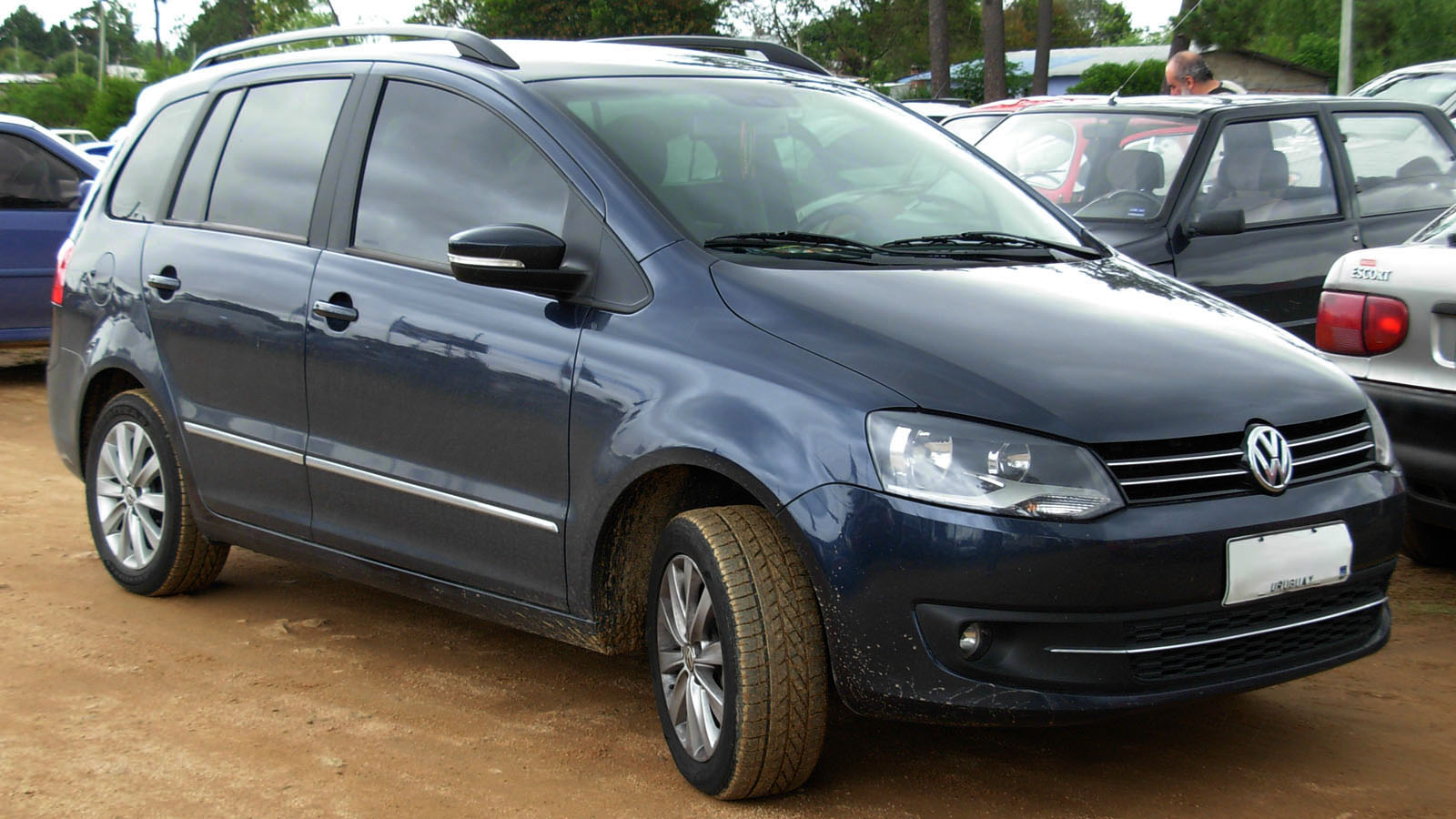
Volkswagen Suran po pierwszym liftingu

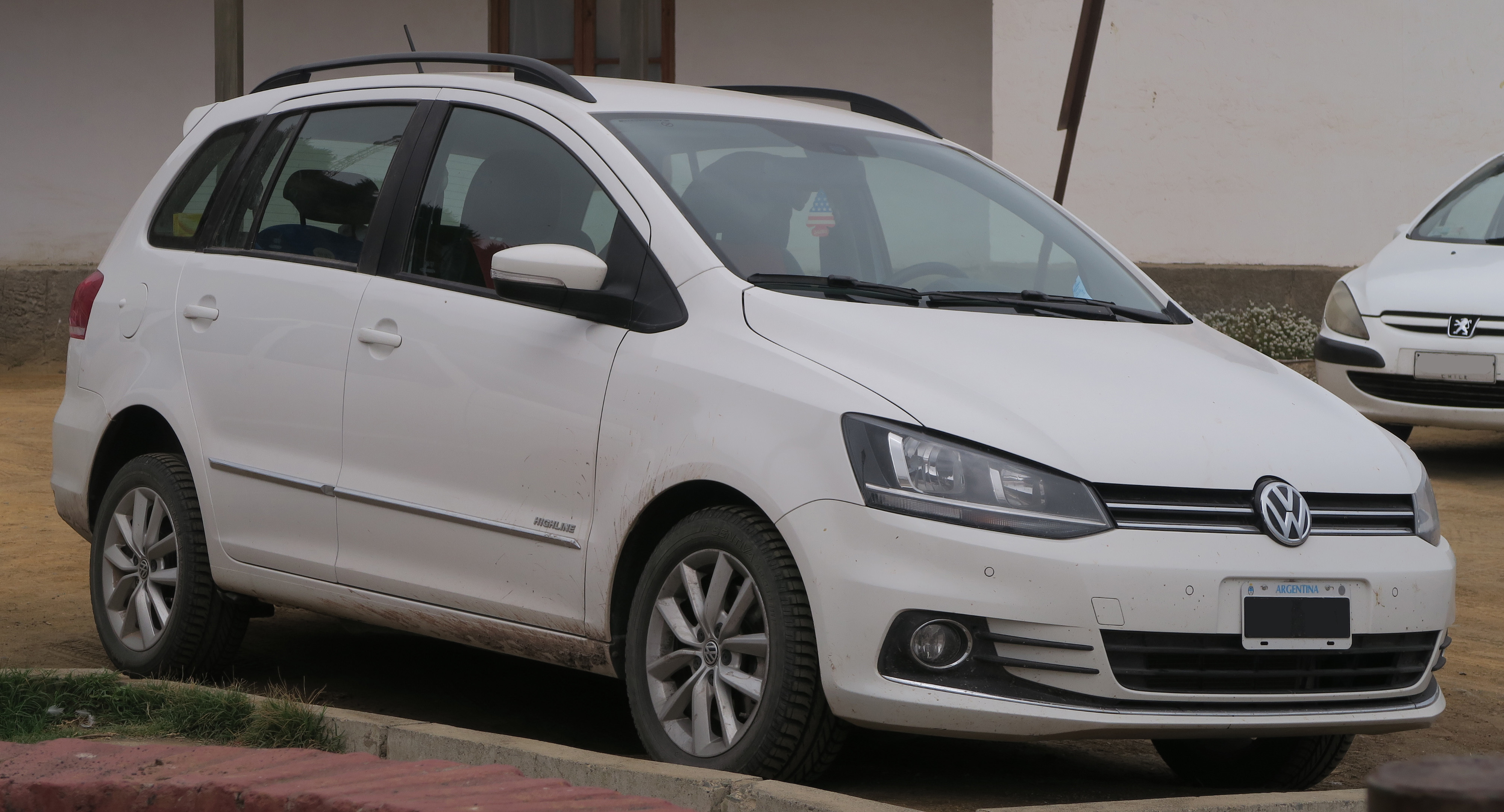
Volkswagen Suran po drugim liftingu

Suran to minivan oparty na samochodzie subkompaktowym Volkswagen Fox (który z kolei wykorzystuje płytę podłogową Volkswagena Polo IV). W porównaniu do Foxa posiada dodatkową parę drzwi oraz większą przestrzeń bagażową.
Zadebiutował w 2006 roku i był produkowany do 2019 roku. 
Suran był oferowany pod różnymi nazwami w zależności od rynku zbytu. W Argentynie i Ameryce Łacińskiej był sprzedawany pod tą nazwą natomiast w Brazylii jako SpaceFox, w Meksyku – SportVan, a w Algierii – Fox Plus. 
Suran przeszedł modernizację w 2010 roku, odkąd oferowany był także w uterenowionej odmianie Cross. W 2016 roku przeszedł drugą modernizację.